# Nervesystemet
Nervesystemet inddeles anatomisk i centralnervesystemet (CNS), og det perifere nervesystem (PNS). Fysiologisk inddeles nervesystemet i det autonome nervesystem (det selvstyrende nervesystem) og det somatiske nervesystem (det viljestyrede nervesystem).

## Nervesystemets inddeling
1) Det perifere nervesystem (PNS)
- Det autonome nervesystem (det selvstyrende nervesystem)
  - Det sympatiske nervesystem (sympatikus, det adrenerge nervesystem)
  - Det parasympatiske nervesystem (parasympatikus, det cholinerge nervesystem)
  - Vasomotoriske nervesystem
  - Det enteriske nervesystem
- Det somatiske nervesystem (det viljestyrede nervesystem)
  - Det motoriske nervesystem
  - Det sensoriske nervesystem

2) Centralnervesystemet (CNS)